# Mannschaftskader der Top 12 2012/13 (Frauen)
Die Liste der Mannschaftskader der Top 12 (Frauen) 2012/13 enthält alle Spielerinnen, die in der französischen Top 12 der Frauen 2012/13 (Schach) mindestens eine Partie gespielt haben mit ihren Einzelergebnissen. 

## Allgemeines
Insgesamt wurden 52 Spielerinnen eingesetzt, wobei acht Vereine immer die gleichen vier Spielerinnen einsetzten, während die übrigen vier jeweils fünf Spielerinnen einsetzten. Am erfolgreichsten war Sabrina Vega Gutiérrez (Évry) mit 6 Punkten aus 7 Partien, je 5 Punkten aus 7 Partien erreichten Fiona Steil-Antoni (Vandœvre), Sophie Milliet (Évry) und Ildikó Mádl (Juvisy). Von den Spielerinnen, die nur die Vorrunde spielten, waren Emilie Fortuit (Juvisy) und Cécile Haussernot (Mulhouse) mit je 4 Punkten aus 5 Partien am erfolgreichsten. Je 3,5 Punkte aus 5 Partien erzielten Lela Dschawachischwili (Bischwiller), Lena Armas (Naujac) und Maria Leconte (Metz).

## Legende
Die nachstehenden Tabellen enthalten folgende Informationen:
- Nr.: Ranglistennummer
- Titel: FIDE-Titel zu Saisonbeginn (Eloliste vom Februar 2013); GM = Großmeister, IM = Internationaler Meister, FM = FIDE-Meister, WGM = Großmeister der Frauen, WIM = Internationaler Meister der Frauen, WFM = FIDE-Meister der Frauen, CM = Candidate Master, WCM = Candidate Master der Frauen
- Elo: Elo-Zahl zu Saisonbeginn (Eloliste vom Februar 2013); bei Spielerinnen ohne Elo-Zahl ist die nationale Wertung eingeklammert angegeben
- Nation: Nationalität gemäß Eloliste vom Februar 2013; ESP = Spanien, FRA = Frankreich, GEO = Georgien, GER = Deutschland, HUN = Ungarn, LUX = Luxemburg, MDA = Moldawien, ROU = Rumänien
- G: Anzahl Gewinnpartien
- R: Anzahl Remispartien
- V: Anzahl Verlustpartien
- Pkt.: Anzahl der erreichten Punkte
- Partien: Anzahl der gespielten Partien

## Évry Grand Roque
| Nr. | Titel | Name                   | Elo  | Nation | G | R | V | Pkt. | Partien |
| --- | ----- | ---------------------- | ---- | ------ | - | - | - | ---- | ------- |
| 1   | IM    | Sophie Milliet         | 2408 | FRA    | 3 | 4 | 0 | 5    | 7       |
| 2   | WGM   | Sabrina Vega Gutiérrez | 2352 | ESP    | 5 | 2 | 0 | 6    | 7       |
| 3   |       | Alina-Laura Rasinaru   | 1988 | ROU    | 3 | 2 | 1 | 4    | 6       |
| 4   |       | Chloe Huisman          | 1941 | FRA    | 3 | 1 | 0 | 3,5  | 4       |
| 5   | GM    | Marie Sebag            | 2530 | FRA    | 3 | 1 | 0 | 3,5  | 4       |

## Club de Vandœuvre-Echecs
| Nr. | Titel | Name                | Elo  | Nation | G | R | V | Pkt. | Partien |
| --- | ----- | ------------------- | ---- | ------ | - | - | - | ---- | ------- |
| 1   | WGM   | Pauline Guichard    | 2347 | FRA    | 3 | 2 | 2 | 4    | 7       |
| 2   | WGM   | Anna Rudolf         | 2312 | HUN    | 3 | 2 | 2 | 4    | 7       |
| 3   | WIM   | Fiona Steil-Antoni  | 2143 | LUX    | 4 | 2 | 1 | 5    | 7       |
| 4   |       | Marianne Mangean    | 1424 | FRA    | 1 | 1 | 3 | 1,5  | 5       |
| 5   |       | Berenice de Talance | 1433 | FRA    | 0 | 1 | 1 | 0,5  | 2       |

## La tour de Juvisy
| Nr. | Titel | Name              | Elo    | Nation | G | R | V | Pkt. | Partien |
| --- | ----- | ----------------- | ------ | ------ | - | - | - | ---- | ------- |
| 1   | IM    | Ildikó Mádl       | 2321   | HUN    | 3 | 4 | 0 | 5    | 7       |
| 2   | WFM   | Xenia Lazo        | 2113   | MDA    | 2 | 1 | 4 | 2,5  | 7       |
| 3   |       | Emilie Fortuit    | 1951   | FRA    | 4 | 0 | 1 | 4    | 5       |
| 4   |       | Liza Aggoune      | 1863   | FRA    | 2 | 0 | 5 | 2    | 7       |
| 5   |       | Bérénice Hiverlet | (1250) | FRA    | 1 | 0 | 1 | 1    | 2       |

## Club de Montpellier Echecs
| Nr. | Titel | Name                  | Elo  | Nation | G | R | V | Pkt. | Partien |
| --- | ----- | --------------------- | ---- | ------ | - | - | - | ---- | ------- |
| 1   | GM    | Nana Dsagnidse        | 2555 | GEO    | 2 | 2 | 1 | 3    | 5       |
| 2   | IM    | Silvia Collas         | 2286 | FRA    | 1 | 4 | 2 | 3    | 7       |
| 3   | WGM   | Adina-Maria Hamdouchi | 2206 | FRA    | 3 | 3 | 1 | 4,5  | 7       |
| 4   |       | Marine Thuret         | 1891 | FRA    | 4 | 0 | 3 | 4    | 7       |
| 5   |       | Léa Bismuth           | 1936 | FRA    | 0 | 1 | 1 | 0,5  | 2       |

## Club de Mulhouse Philidor
| Nr. | Titel | Name              | Elo  | Nation | G | R | V | Pkt. | Partien |
| --- | ----- | ----------------- | ---- | ------ | - | - | - | ---- | ------- |
| 1   | WIM   | Ljubka Genowa     | 2276 | BUL    | 2 | 0 | 3 | 2    | 5       |
| 2   | WFM   | Mathilde Choisy   | 2166 | FRA    | 2 | 1 | 2 | 2,5  | 5       |
| 3   |       | Emma Richard      | 2099 | FRA    | 2 | 2 | 1 | 3    | 5       |
| 4   | WFM   | Cécile Haussernot | 2016 | FRA    | 4 | 0 | 1 | 4    | 5       |

## Club de Bischwiller
| Nr. | Titel | Name                   | Elo  | Nation | G | R | V | Pkt. | Partien |
| --- | ----- | ---------------------- | ---- | ------ | - | - | - | ---- | ------- |
| 1   | IM    | Lela Dschawachischwili | 2461 | GEO    | 3 | 1 | 1 | 3,5  | 5       |
| 2   | WGM   | Nino Maisuradze        | 2331 | FRA    | 1 | 4 | 0 | 3    | 5       |
| 3   |       | Julie Fischer          | 1916 | FRA    | 0 | 3 | 2 | 1,5  | 5       |
| 4   |       | Melissa Fesselier      | 1739 | FRA    | 2 | 2 | 1 | 3    | 5       |

## Club de L'Echiquier Naujacais
| Nr. | Titel | Name                     | Elo  | Nation | G | R | V | Pkt. | Partien |
| --- | ----- | ------------------------ | ---- | ------ | - | - | - | ---- | ------- |
| 1   | WFM   | Eva-Maria Zickelbein     | 2081 | GER    | 2 | 1 | 2 | 2,5  | 5       |
| 2   | WIM   | Friederike Wohlers-Armas | 2068 | FRA    | 2 | 1 | 2 | 2,5  | 5       |
| 3   |       | Lara-Maria Armas         | 1973 | FRA    | 1 | 1 | 3 | 1,5  | 5       |
| 4   |       | Lena Armas               | 1903 | FRA    | 3 | 1 | 1 | 3,5  | 5       |

## Club d'Echecs d'Annemasse
| Nr. | Titel | Name               | Elo  | Nation | G | R | V | Pkt. | Partien |
| --- | ----- | ------------------ | ---- | ------ | - | - | - | ---- | ------- |
| 1   | IM    | Anita Gara         | 2302 | HUN    | 1 | 3 | 1 | 2,5  | 5       |
| 2   | WIM   | Marina Roumegous   | 2139 | FRA    | 2 | 2 | 1 | 3    | 5       |
| 3   |       | Maya Todorova      | 2017 | FRA    | 1 | 1 | 3 | 1,5  | 5       |
| 4   |       | Izabelle Lamoureux | 2093 | FRA    | 1 | 3 | 1 | 2,5  | 5       |

## Club d'Echecs Metz Fischer
| Nr. | Titel | Name                | Elo  | Nation | G | R | V | Pkt. | Partien |
| --- | ----- | ------------------- | ---- | ------ | - | - | - | ---- | ------- |
| 1   | WGM   | Elvira Berend       | 2331 | LUX    | 0 | 2 | 2 | 1    | 4       |
| 2   | WGM   | Maria Leconte       | 2221 | FRA    | 2 | 3 | 0 | 3,5  | 5       |
| 3   |       | Cyrielle Monpeurt   | 2039 | FRA    | 2 | 1 | 2 | 2,5  | 5       |
| 4   |       | Sybille-Anne Rouzes | 1592 | FRA    | 1 | 1 | 3 | 1,5  | 5       |

## Club de l'Echiquier Toulousain
| Nr. | Titel | Name            | Elo    | Nation | G | R | V | Pkt. | Partien |
| --- | ----- | --------------- | ------ | ------ | - | - | - | ---- | ------- |
| 1   |       | Valerie Forgues | 1962   | FRA    | 1 | 3 | 1 | 2,5  | 5       |
| 2   |       | Mathilde Broly  | 1745   | FRA    | 2 | 1 | 2 | 2,5  | 5       |
| 3   |       | Marine Broly    | 1621   | FRA    | 3 | 0 | 2 | 3    | 5       |
| 4   |       | Elena Destic    | (1330) | FRA    | 0 | 1 | 4 | 0,5  | 5       |

## C.E. de Bois-Colombes
| Nr. | Titel | Name            | Elo  | Nation | G | R | V | Pkt. | Partien |
| --- | ----- | --------------- | ---- | ------ | - | - | - | ---- | ------- |
| 1   | WFM   | Aurélie Dacalor | 2025 | FRA    | 1 | 1 | 3 | 1,5  | 5       |
| 2   |       | Valentine Baldi | 1902 | FRA    | 0 | 0 | 5 | 0    | 5       |
| 3   |       | Karine Granjard | 1651 | FRA    | 1 | 1 | 3 | 1,5  | 5       |
| 4   |       | Maurene Rondeau | 1439 | FRA    | 2 | 0 | 3 | 2    | 5       |

## L'Isle sur la Sorgue
| Nr. | Titel | Name               | Elo  | Nation | G | R | V | Pkt. | Partien |
| --- | ----- | ------------------ | ---- | ------ | - | - | - | ---- | ------- |
| 1   |       | Marion Penalver    | 1851 | FRA    | 0 | 0 | 4 | 0    | 4       |
| 2   |       | Clemence del Valle | 1648 | FRA    | 1 | 1 | 3 | 1,5  | 5       |
| 3   |       | Emma Brin-Vervat   | 1545 | FRA    | 1 | 1 | 3 | 1,5  | 5       |
| 4   |       | Julie del Valle    | 1486 | FRA    | 1 | 1 | 3 | 1,5  | 5       |